# Cornelius Bickel
Cornelius Bickel (* 11. Februar 1945 in Calw) ist ein  deutscher Soziologe, der schwerpunktmäßig über Ferdinand Tönnies forscht und publiziert.
Nach dem Abitur an der Jungmannschule in Eckernförde studierte Bickel ab 1964 Geschichte, Philosophie und Soziologie an der Christian-Albrechts-Universität zu Kiel. Zu seinen akademischen Lehrern gehörten der Historiker Karl Dietrich Erdmann, der Philosoph Kurt Hübner sowie der Soziologe Lars Clausen, der sein Doktorvater wurde. Bickel wurde 1988 promoviert und war anschließend (bis 2010) als Akademischer Rat am Institut für Soziologie der Universität Kiel tätig.
Bickel ist Mitglied der Ferdinand-Tönnies-Gesellschaft und als Mitherausgeber an der Ferdinand Tönnies Gesamtausgabe beteiligt. Er hat in zahlreichen Sammelwerken Beiträge über Tönnies und dessen Theorem von Gemeinschaft und Gesellschaft publiziert.

## Schriften (Auswahl)
- Ferdinand Tönnies: Soziologie als skeptische Aufklärung zwischen Historismus und Rationalismus. Westdeutscher  Verlag, Opladen 1991, ISBN 3-531-12110-3 (zugleich Dissertationsschrift, Universität Kiel, 1988; Sonderausgabe Profil Verlag, Wien/München 2020 mit dem Titel Soziologie als skeptische Aufklärung zwischen Historismus und Rationalismus, ISBN 978-3-89019-740-1).
- mit Rolf Fechner (Hrsg.): Briefwechsel: Ferdinand Tönnies - Harald Höffding. Duncker & Humblot, Berlin 1999, ISBN 3-428-06773-8.
- Ferdinand Tönnies (1855–1936). In: Dirk Kaesler (Hrsg.): Klassiker der Soziologie. Band 1: Von Auguste Comte bis Alfred Schütz. 6., überarbeitete und aktualisierte Auflage. C.H. Beck, München 2012, ISBN 978-3-406-64297-5, S. 132–146.
- mit Sebastian Klauke (Hrsg.): Ferdinand Tönnies und die Soziologie- und Geistesgeschichte. Springer VS, Wiesbaden 2022, ISBN 978-3-658-39240-6.